# Cantó de Montmoreau-Saint-Cybard
El cantó de Montmoreau-Saint-Cybard és un cantó francès del districte d'Angulema (departament del Charente, regió de la Nova Aquitània). Té 14 municipis (Aignes-et-Puypéroux, Bors, Courgeac, Deviat, Juignac, Montmoreau-Saint-Cybard, Nonac, Palluaud, Poullignac, Saint-Amant, Saint-Eutrope, Saint-Laurent-de-Belzagot, Saint-Martial i Salles-Lavalette) essent-ne el cap Montmoreau-Saint-Cybard.
| Data d'elecció                           | Identitat          | Partit           | Qualitat |
| ---------------------------------------- | ------------------ | ---------------- | -------- |
| 1949-1983                                | Gaston Simonnet    | RGR UDF          |          |
| 1983-                                    | Jean-Michel Bolvin | RPR, després UMP |          |
| les dades anteriors no són pas conegudes |                    |                  |          |